# LOVE SONG (CHAGE and ASKAの曲)
「LOVE SONG」（ラヴ・ソング）は、CHAGE&ASUKA（現：CHAGE and ASKA）の楽曲。自身の24作目のシングルとして、ポニーキャニオンから1989年6月21日に発売された。
また、本作と前作「WALK」は、1992年3月25日にCHAGE&ASKA名義で再発売されている。

## 背景・リリース
前作「WALK」から、約3か月ぶりに発売された作品。当初、「LOVE SONG」と「天気予報の恋人」がシングル候補として挙げられていたが、「LOVE SONG」がシングル化され、「天気予報の恋人」はアルバム『PRIDE』に収録された。本作から「CHAGE&ASUKA」名義で発売されたが、次作からは「CHAGE&ASKA」名義に再度変更している。
再発売の際に、「WALK」はカップリング曲とディスクジャケットがオリジナル盤と同じであったのに対し、本作はカップリング曲・ディスクジャケットともに新たに変わっている。

## 批評
音楽情報サイトのBARKSでは、「SAY YES」で大ブレイクを果たす2年前の作品ながらも、クオリティが高いことを評価している。ヒットは一つのきっかけであり、「SAY YES」はドラマの主題歌に起用されたことでヒットしている。仮に本作がヒットのきっかけになったら、CHAGE&ASUKAの国民的ヒット作となっていると分析している。

## 収録曲
| #         | タイトル         | 作詞      | 作曲      | 編曲             | 時間  |
| --------- | ---------------- | --------- | --------- | ---------------- | ----- |
| 1.        | 「LOVE SONG」    | 飛鳥涼    | 飛鳥涼    | 飛鳥涼、十川知司 | 5:38  |
| 2.        | 「Break an egg」 | 飛鳥涼    | CHAGE     | 近藤敬三         | 4:42  |
| 合計時間: | 合計時間:        | 合計時間: | 合計時間: | 合計時間:        | 10:20 |

| #         | タイトル                               | 作詞       | 作曲      | 編曲             | 時間  |
| --------- | -------------------------------------- | ---------- | --------- | ---------------- | ----- |
| 1.        | 「LOVE SONG」                          | 飛鳥涼     | 飛鳥涼    | 飛鳥涼、十川知司 | 5:40  |
| 2.        | 「ロマンシングヤード」                 | 秋谷銀四郎 | CHAGE     | 瀬尾一三         | 4:46  |
| 3.        | 「LOVE SONG （オリジナル・カラオケ）」 | -          | 飛鳥涼    | 飛鳥涼、十川知司 | 5:38  |
| 合計時間: | 合計時間:                              | 合計時間:  | 合計時間: | 合計時間:        | 16:04 |

## 楽曲解説

### 1989年盤
1. LOVE SONG
日本航空「JAL'92 沖縄キャンペーン」CMソング[注 3]。
当初は「SOUL」というタイトルをASUKA（現：ASKA）が主張したが、CHAGE（現：Chage）がタイトルに対して難色を示したために「LOVE SONG」に変更された[3]。
本作が発売された1989年はバンド・ブームの真っ最中であり、その中で自分たちの音楽が流行の中で振り回されることなく、温もりのある音楽を作り続けたいというメッセージが歌詞に込められている[3]。
2010年にアルバム『12』で、ASUKAがセルフカバーしており、ミュージック・ビデオも制作されている。
2. Break an egg
もともと2つあった曲を1つにまとめた楽曲に制作したために曲の繋ぎ目に苦労したという[4]。
当初、詞はある作詞家にお願いしていたが、最終的にはASUKAが手塚治虫の『火の鳥』から浮かんだ "生" を表現したという詞が使用された。アルバム・ジャケットのモチーフにもなっている[4]。
1989年のコンサートツアー『CONCERT TOUR '89 〜10 years after〜』ではセットリストに加えられていた[12]。

### 1992年盤
1. LOVE SONG
本シングル盤にはリミックス・ヴァージョンで収録されている。
2. ロマンシングヤード
1987年10月5日発売のシングル曲。リミックス・ヴァージョンで収録されている。
3. LOVE SONG （オリジナル・カラオケ）

## 収録アルバム
LOVE SONG
国内盤
- PRIDE
- SUPER BEST II※リミックス・ヴァージョン
- SUPER BEST BOX SINGLE HISTORY 1979-1994 AND Snow Mail※リミックス・ヴァージョン
- CHAGE&ASKA VERY BEST ROLL OVER 20TH

海外盤
- Singles - The European Collection※リミックス・ヴァージョン
- THE BEST
- Asian Communications Best

Break an egg
- PRIDE※アルバム・ミックス

ロマンシングヤード

## カバー作品
LOVE SONG
- アレハンドロ･サンス（Alejandro Sanz） （1996年、トリビュート・アルバム『one voice THE SONGS OF CHAGE&ASKA』）
- チョ・ジャンヒョク(조작혁)　(2002年、SBS (韓国)「明朗少女成功記」オリジナルサウンドトラック)
- D-51 （2009年、アルバム『Daisy』）
- 浦田直也（AAA） （2013年、配信限定シングル、カバー・アルバム『UNCHANGED』）